# Giovanni Pietro Puricelli
Giovanni Pietro Puricelli (Gallarate, 23 novembre 1589 – Gallarate, 17 novembre 1659) è stato un presbitero, storico e erudito italiano, esperto della storia milanese del medioevo.

## Biografia
Giovanni Pietro Puricelli nacque a Gallarate il 23 novembre 1589. Dedicatosi agli studi di antichità, storia e liturgia, specialmente ambrosiana, e fattosi prete, insegnò nel seminario arcivescovile e poi fu fatto arciprete nella collegiata di San Lorenzo, mostrando grande carità nella peste del 1630. Fu assiduo raccoglitore di documenti, manoscritti, memorie antiche, e nei suoi scritti illustrò argomenti che vanno dalla tomba di Sant'Ambrogio, San Satiro e San Marcellino, sino alla vita del cardinale Lorenzo Litta.
Pubblicò fra l'altro: Ambrosianae basilicae ac monasterii monumenta (Milano 1645). Molti altri suoi lavori rimasero manoscritti, come le indagini sulla storia degli Umiliati. Puricelli raccolse, per incarico del cardinale Federico Borromeo, una copiosa messe di documenti riguardanti la storia degli Umiliati, ma la morte gli impedì di dare alle stampe la sua opera; essa venne consultata dal Tiraboschi presso la Biblioteca Ambrosiana ed egli ne fece ampio uso per i suoi Vetera Humiliatorum monumenta.